# Rainer Borkowsky
Rainer Borkowsky   (Frankfurt del Main, 18 d'octubre de 1942) és un remer alemany que feia de timoner, ja retirat, que va competir durant la dècada de 1950.
El 1956 va prendre part en els Jocs Olímpics d'Estiu de Melbourne, on guanyà la medalla de plata en la prova del dos amb timoner del programa de rem. Formà equip amb Karl Groddeck i Horst Arndt.
En el seu palmarès també destaquen dues medalles d'or al Campionat d'Europa de rem, el 1956 i 1957.